# Avesnes-les-Aubert
Avesnes-les-Aubert è un comune francese di 3 761 abitanti situato nel dipartimento del Nord nella regione dell'Alta Francia.
Il territorio comunale è bagnato dalle acque del fiume Erclin.

## Società

### Evoluzione demografica
Abitanti censiti